# Turzyca tęga

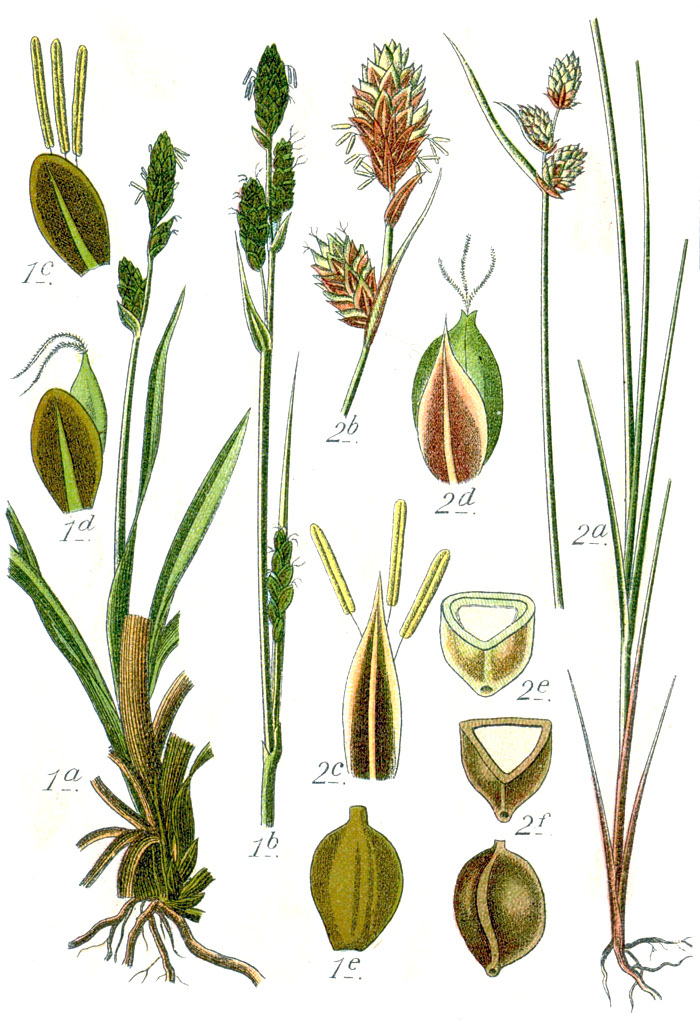
Morfologia. Turzyca tęga nr 1

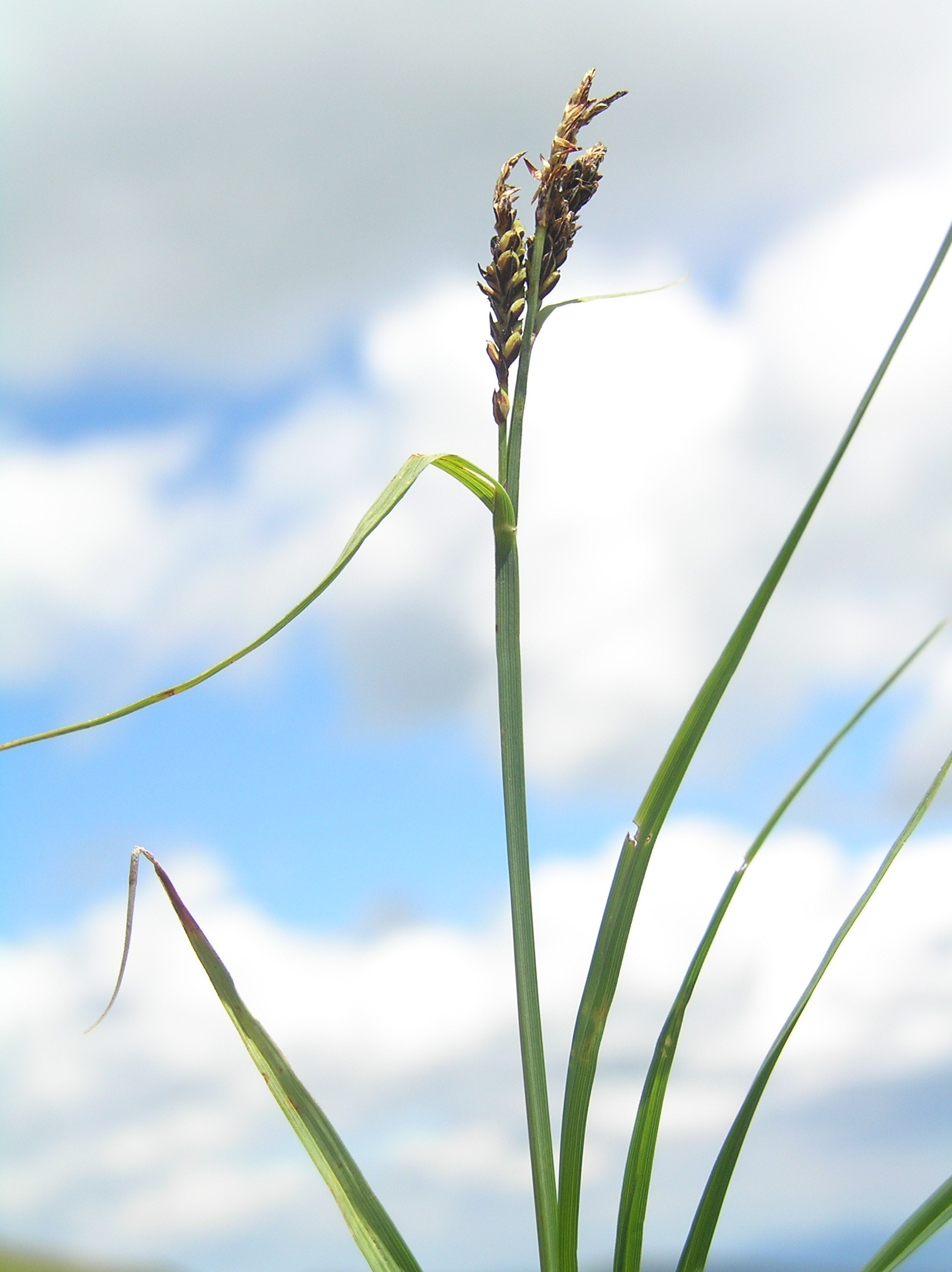

Turzyca tęga (Carex bigelowii) – gatunek rośliny z rodziny ciborowatych.

## Rozmieszczenie geograficzne
Gatunek arktyczno-borealny, występujący głównie w północnych regionach Ameryki Północnej, Azji i Europy. Rzadko tylko występuje bardziej na południe, na izolowanych stanowiskach w wysokich górach Europy Środkowej. W Polsce  jest bardzo rzadki. Występuje tylko w Sudetach (w Karkonoszach i Masywie Śnieżnika) i w Tatrach, gdzie znany jest tylko z czterech stanowisk: Zadni Ornak i Liliowe Turnie w Tatrach Zachodnich, oraz  Dolinka za Mnichem (przy Wyżnich Mnichowych Stawkach)  i nad  Zmarzłym Stawem Gąsienicowym w Tatrach Wysokich. Prawdopodobnie jednak w Tatrach występuje jeszcze na innych stanowiskach, które nie zostały jeszcze znalezione. W Europie i w Polsce występuje wyłącznie podgatunek  Carex bigelowii subsp. rigida.

## Morfologia
ŁodygaWzniesiona, prosta lub zgięta, o wysokości 10–20 cm (jej wysokość jest taka sama jak długość liści, lub nieco większa). Roślina wytwarza grube pełzające rozłogi otulone pochwami o brunatnym kolorze.
LiścieLiście u nasady pędów kwiatowych i płonnych o takiej samej długości. Mają szerokość 4–6 mm, są sinozielone, zgięte i maja podwinięte brzegi.
KwiatyRośliny jednopienne. Kwiaty zebrane w 3–4 kłosy. Na szczycie pędu kwiatowego występuje kłos męski, pozostałe boczne to kłosy żeńskie. Wszystkie kłosy są wzniesione, dolne na szypułce. Przysadki są jajowate, tępe, czarne z jaśniejszym grzbietem. Jajowate i zaokrąglone pęcherzyki są tej samej długości co przysadki. Mają bardzo krótki dzióbek, są brodawkowane, beznerwowe, górą czarniawe.

## Biologia i ekologia
RozwójBylina, hemikryptofit.  Kwitnie zwykle na przełomie czerwca i lipca, ale czasami również pod koniec lipca. Jest wiatropylna. Rozmnaża się przez nasiona, ale również wegetatywnie – przez rozłogi tworzy liczne kolonie klonów.  W ustabilizowanych populacjach rzadko obserwuje się siewki, bowiem klony osobników powstałych przez rozmnażanie wegetatywne są bardzo trwałe. Szacuje się, że okres ich trwania wynosi kilka tysięcy lat. Również nasiona cechuje bardzo duża żywotność.
SiedliskoGatunek wysokogórski, występujący wyłącznie na podłożu bezwapiennym o grubej warstwie próchnicy. Występuje zarówno na wyleżyskach, jak i na wysuszanych przez wiatr skalistych miejscach na grani.
FitosocjologiaWystępujący w Europie podgatunek Carex bigelowii subsp. rigida (Raf.)  to takson charakterystyczny dla  Ass. Carici rigidae-Festucetum airoidis i Ass. Carici rigidae-Nardetum.
GenetykaLiczba chromosomów  2n = 68, 70. Prowadzone poza granicami Polski badania genetyczne podgat. rigida wykazały, że wśród izolowanych często populacji z różnych gór Europy brak wyraźnego zróżnicowania genetycznego. Prowadzone w Polsce badania genetyczne populacji na Ornaku i Liliowych Turniach wykazały niewielką zmienność klonalną (zaledwie cztery genotypy klonalne na Ornaku i dwa na Błyszczu). Populacje sudeckie są znacznie bardziej zróżnicowane genetycznie (każdy osobnik stanowił odrębny genotyp).
Zmienność
- Wykazuje dużą zmienność morfologiczną. Wyróżniono 4 podgatunki[9]:
  - Carex bigelowii subsp. arctisibirica (Jurtzev) Á.Löve & D.Löve
  - Carex bigelowii subsp. dacica (Heuff.) T.V.Egorova (turzyca dacka)
  - Carex bigelowii subsp. ensifolia (Turcz. ex Gorodkov) Holub.
  - Carex bigelowii subsp. lugens (Holm) T.V.Egorova
  - Carex bigelowii subsp. rigida (Raf.) W.Schultze-Motel
- Tworzy mieszańce z turzycą pospolita (Carex nigra)[6].

## Zagrożenia
Według klasyfikacji IUCN gatunek zagrożony wymarciem (kategoria EN). W polskich Tatrach znany tylko z czterech stanowisk, jednak są one dość liczebne. Najbardziej zagrożone wydaje się z powodu dużego ruchu turystycznego stanowisko nad Zmarzłym Stawem, jednakże z powodu dość trudnego terenu turyści rzadko zbaczają tutaj ze szlaku. Z powodu małej atrakcyjności gatunek ten nie jest też zrywany. Stanowiska w Tatrach są monitorowane i od czasu ich odkrycia nie obserwuje się zmniejszenia ich powierzchni. Wszystkie stanowiska w Tatrach znajdują się na obszarze Tatrzańskiego Parku Narodowego i nie wymagają dodatkowej ochrony.